# بییائسپاسا
بییائسپاسا (به اسپانیایی: Villaespasa) یک شهرستان در اسپانیا است که در استان بورگس واقع شده‌است.

## خصوصیات
بییائسپاسا ۱۹ کیلومترمربع مساحت و ۲۳ نفر جمعیت دارد.